# Casquette militaire
 (février 2021).
Le contenu est difficilement compréhensible vu les erreurs de traduction, qui sont peut-être dues à l'utilisation d'un logiciel de traduction automatique.
 (juin 2019).
Si vous disposez d'ouvrages ou d'articles de référence ou si vous connaissez des sites web de qualité traitant du thème abordé ici, merci de compléter l'article en donnant les références utiles à sa vérifiabilité et en les liant à la section « Notes et références ».

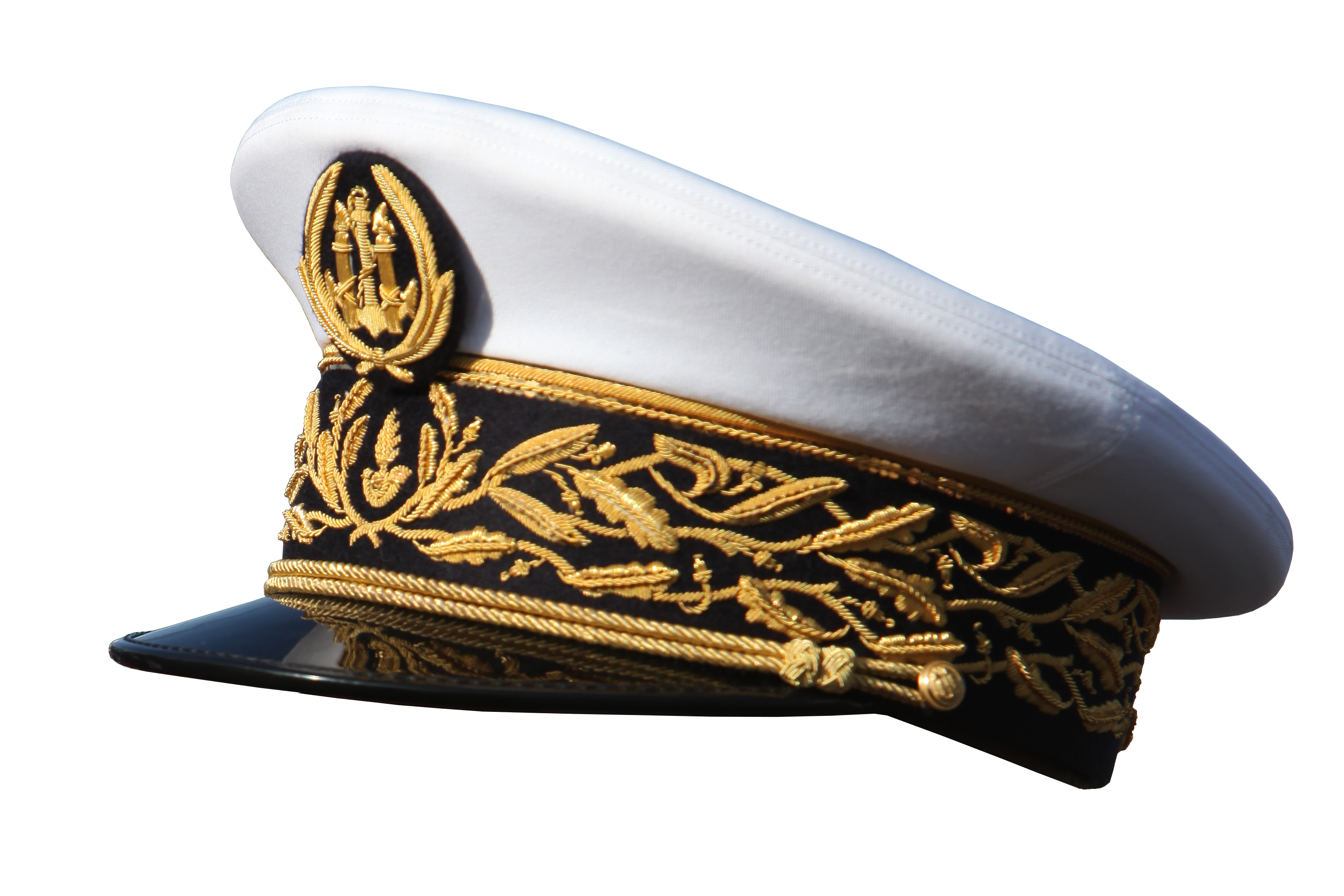
Casquette d'un officier général français des services des douanes.

Une casquette est une sorte de couvre-chef porté par les forces armées de nombreux pays, ainsi que par de nombreuses organisations civiles en uniforme, telles que les forces de l'ordre et sapeurs pompiers. Il tire son nom de sa visière courte, qui était historiquement faite de cuir poli, mais qui est de plus en plus faite d’un substitut synthétique moins cher. 
Les autres composants principaux sont la couronne, la bande et les insignes, généralement un macaron et un bandeau de casquette correspondant au rang. On trouve également souvent des passepoils, qui contrastent généralement avec la couleur de la couronne, qui est généralement blanche pour la marine, bleue pour l’aviation. La bande est généralement une couleur sombre et contrastée, souvent noire, mais peut être à motifs ou à rayures. 
Dans l'armée britannique, chaque régiment et chaque corps ont un badge différent. Dans les forces armées des États-Unis, le dispositif de limitation est uniforme dans toute la branche de service, bien que différentes variantes soient utilisées par différentes classes. Ce n'est cependant pas le cas dans la Marine française où seul le bandeau des bachis change en fonction de l'unité. 

## Histoire

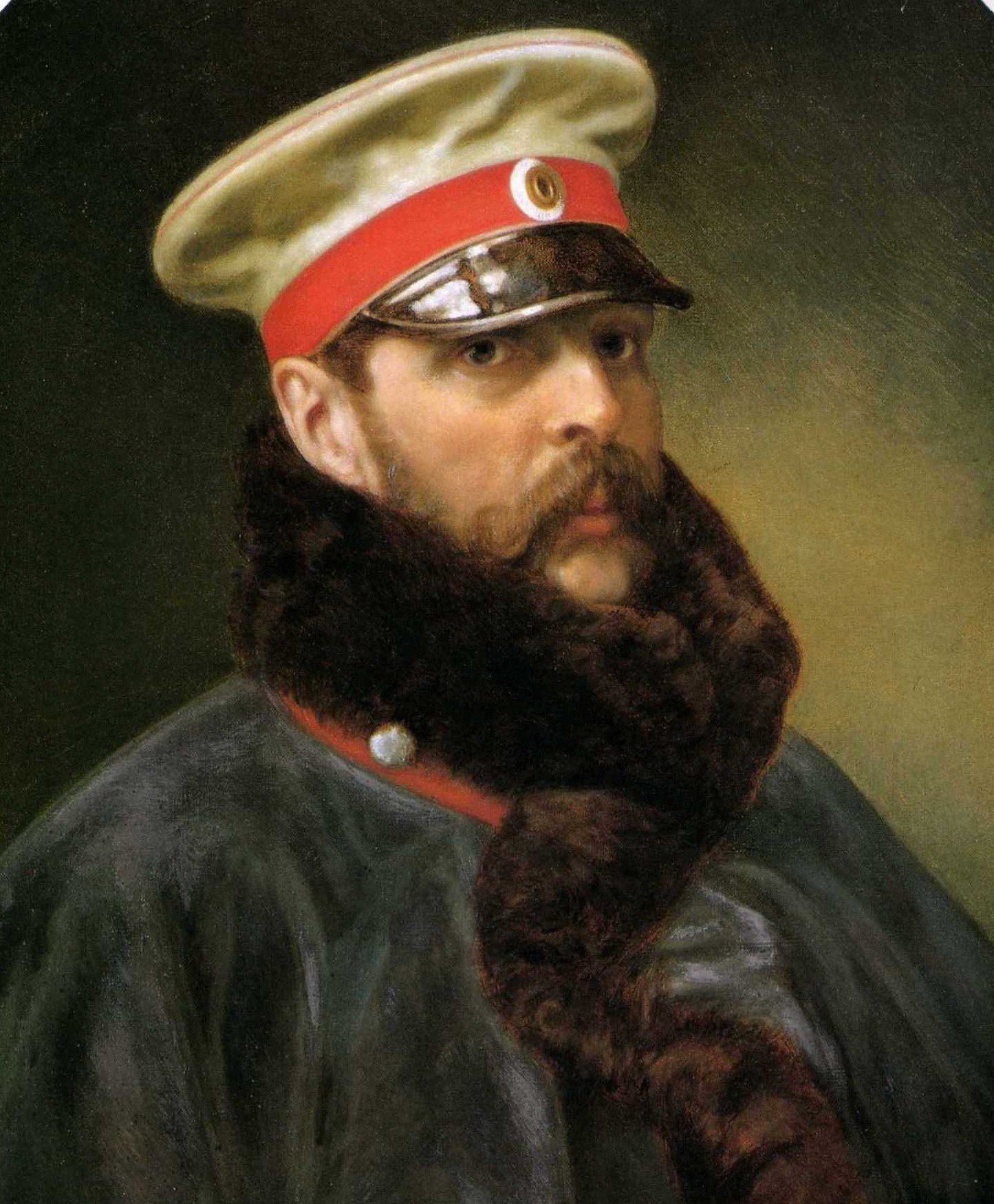
Alexandre II en casquette (artiste inconnu, vers 1865).

La casquette à visière a vu le jour à la fin du XVIIIe ou au début du XIXe siècle en Europe du Nord, généralement portée par les hommes de la classe ouvrière. Au cours des dernières années des guerres napoléoniennes, elle a commencé à faire son entrée dans les rangs les plus élevés des armées russe et prussienne, étant populaire en raison de son confort et de sa légèreté, par opposition aux encombrants bicornes et shakos qui étaient la norme. Au cours de la période 1815-1848, ils sont devenus robe universelle pour les hommes civils allemands et autrichiens de toutes les classes, et pour l'ensemble du XIXe siècle, ont été très populaires chez les classes ouvrière de toute l'Europe du Nord[réf. nécessaire].
En 1846, l'armée des États-Unis adopta la casquette lors de la guerre américano-mexicaine en raison de l'inadéquation du shako dans le climat chaud du Mexique. En 1856, les sous-officiers de la Royal Navy britannique adoptèrent une forme de casquette à visière imitant la coiffe déshabillée portée par les officiers dès 1827. L'Armée britannique a adopté des casquettes en 1902 pour la nouvelle tenue de campagne kaki et (sous forme colorée) dans le cadre de la « sortie » ou de la tenue de soirée pour les autres grades. Une version bleu foncé a été portée avec le blues habillé par tous les rangs de l'armée américaine entre 1902 et 1917[réf. nécessaire].